# Museo diocesano (Bisceglie)
Il Museo diocesano di Bisceglie venne istituito nel 1980 ed è situato nel Palazzo Episcopale.

## Appartamento sarnelliano e pinacoteca
Le sale, che il Vescovo Sarnelli fece realizzare come residenza propria e dei suoi successori, presentano soffitti lignei decorati (1696). Vi è ospitata la pinacoteca con dipinti del XVI - XVII secolo. Si segnalano, in particolare, i Santi Protettori di Bisceglie ed una Sacra famiglia con S. Giovannino di Scuola Veneta (sec. XVI), la Incoronazione della Vergine di Paolo De Matteis (1716), il Mistero dell'Epifania di Giuseppe Castellano (1718), la Madonna degli Angeli.

## La raccolta dei gioielli ex voto
La selezione, dedicata alle donne, offre una ricca panoramica dell'ornamento prezioso e dell'abbigliamento femminile tra la metà del XIX ed i primi decenni del XX secolo. In cinque sale sono esposti, divisi per epoca e per tipo di lavorazione, gioielli di gusto borghese o popolare, gioielli nuziali e sentimentali, gioielli simbolici e scaramantici.
Una raccolta di abiti femminili dell'Ottocento funge da seducente cornice all'esposizione di lacci e catene da ventaglio. Da simboli di vanità, da pegni di amore profano, divenuti, mediante il dono votivo, pegni di fede, i gioielli ex voto sono testimonianze mute ma estremamente intriganti di vicende umane nelle quali il quotidiano si è illuminato di soprannaturale. Vicende che vedono spesso la donna protagonista nelle vesti di sposa, di madre, di nume tutelare della famiglia.
Non mancano alcuni gioielli ex voto maschili legati soprattutto a vicende di guerra ed ex voto marinareschi.

## I tesori della Cattedrale
L'esposizione si articola in tre sale. Nella prima è esposto il Tesoro Capitolare, con calici, pissidi, croci ed altri oggetti sacri in oro o argento (XV - XIX sec). Di particolare interesse un Evangelario miniato, in scrittura beneventana, del XII secolo.
Altre due sale custodiscono dipinti ed arredi asportati dalla Cattedrale, tra il 1965 e il 1972, quando, per riportare il tempio all'originario stile romanico, vennero eliminate le testimonianze artistiche accumulate nel corso dei secoli precedenti.